# Inger Engberg
Inger Engberg (født 29. oktober 1923, død 27. maj 2017) var en dansk idrætsleder og politiker. 
Engberg har været aktiv inden for idræt, spejderbevægelsen, socialvæsen og politik. Hun var desuden medlem af Sct. Georgs Gilderne siden 6. marts 1997 og væbner i marts 1999.
I flæng kan nævnes: Aktiv leder inden for KFUM-idrætten siden 1941, formand for forbundet 1960-70 (første kvindelige leder af et landsforbund). Medlem af DIFs bestyrelse fra 60-79 (første kvinde i DIFs bestyrelse), 71-79 medlem af DIFs forretningsudvalg (som første kvinde). Fra 79-91 medlem af DIFs ordens- og amatørudvalg (også som første kvinde). 
Fra 1970-78 sad Inger i byrådet i Brøndby kommune.
Inger har fået KFUMs og DIFs hæderstegn i guld. Inger er formand for børnesagens fællesråd (siden 1980) og er som sådan blevet udnævnt til ridder af Dannebrog i 1992. 
Inger blev begravet fra Skanderup kirke.